# Hubert Kennedy
Pour les articles homonymes, voir Kennedy.
Hubert Collings Kennedy, né en 1931 en Floride, est un mathématicien, historien et militant LGBT américain.

## Biographie
Hubert Kennedy, né en 1931, grandit dans un petit village minier de Floride. Après des études à l'université de Saint-Louis, où il obtient, sous la direction de John F. Daly, un doctorat (PhD) en mathématiques avec une thèse sur l'appartenance à des groupes au sein d'anneaux, il enseigne les mathématiques au Providence College, dans le Rhode Island, où il mène des recherches sur l'histoire des mathématiques. Dans ce cadre, il voyage en Italie en 1966, puis en Allemagne en 1974. Homosexuel, il décide à son retour au Providence College de faire son coming-out : le 21 janvier 1976, le journal du campus de Providence, The Cowl, publie à sa demande un article où il révèle son homosexualité. Malgré des pressions de sa hiérarchie très religieuse,, le Providence College étant régi par l'Ordre dominicain, Kennedy participe l'année suivante à la première marche des fiertés du Rhode Island, le 26 juin 1976. Du fait de l'ambiance passablement hostile régnant à Providence, il déménagera toutefois à San Francisco en 1986.
Les travaux de Kennedy, qui compte à son actif près de 200 publications, concernent principalement l'histoire des mathématiques — il a notamment écrit des biographies de Giuseppe Peano, Maria Gaetana Agnesi, Cesare Burali-Forti, Alessandro Padoa ou encore Marc-Antoine Parseval des Chênes — et celles du mouvement LGBT — il a notamment fait connaître Karl Heinrich Ulrichs et John Henry Mackay. Il vit depuis 2003 dans une résidence pour personnes âgées de Concord, en Californie.

## Publications

### En tant qu'auteur
- (en) Selected Works of Giuseppe Peano, Allen & Unwin, 1973 (ISBN 9780041640021)
- (de) Giuseppe Peano (trad. Ruth Amsler), Birkhauser, 1974 (ISBN 3764306971)
  - (de) Giuseppe Peano (trad. Ruth Amsler), San Francisco, Peremptory Publications, 2002 (lire en ligne [PDF])
- (en) Coming out in Providence, 1976
  - (en) Coming out in Providence, San Francisco, Peremptory Publications, 2002 (lire en ligne [PDF])
- (en) Peano : Life and Works of Giuseppe Peano, Kluwer Academic Publishers, coll. « Studies in the History of Modern Science », 1980 (ISBN 9027710678)
  - (en) Life and Works of Giuseppe Peano, San Francisco, Peremptory Publications, 2002 (lire en ligne [PDF])
- (en) Anarchist of Love : The Secret Life of John Henry Mackay, New York, Mackay Society, 1983
  - (en) Anarchist of Love : The Secret Life of John Henry Mackay, North Amer Man Boy Love Assn, 1996 (ISBN 0961549734)
  - (en) Anarchist of Love : The Secret Life of John Henry Mackay, Peremptory Publications, 2002 (lire en ligne [PDF])
- (en) Ulrichs : The Life and Works of Karl Heinrich Ulrichs, Pioneer of the Modern Gay Movement, Alyson Publications, 1988 (ISBN 1555831095)
  - (en) Karl Heinrich Ulrichs, Pioneer of the Modern Gay Movement, San Francisco, Peremptory Publications, 2002 (lire en ligne [PDF])
  - (en) Karl Heinrich Ulrichs, Pioneer of the Modern Gay Movement, Booksurge Llc, 2005 (ISBN 1419606980)
- (en) Homosexuality and Male Bonding in Pre-Nazi Germany : The Youth Movement, the Gay Movement and Male Bonding Before Hitler’s Rise, Routledge, 1992 (ISBN 1560241640)
- (en) « Life's Little Loafer », dans The Crazy Jig: An Anthology of Lesbian and Gay Writing from Scotland 2, Édimbourg, Polygon, 1992 (ISBN 0748661301)
  - (en) Life's Little Loafer : An Old Story Rediscovered, San Francisco, Peremptory Publications, 2002 (lire en ligne [PDF])
- (en) The Ideal Gay Man : The Story of Der Kreis, Routledge, 1998 (ISBN 9781560231264)
- (en) Sex and Math in Harvard Yard : The Memoirs of James Mills Peirce, San Francisco, Peremptory Publications, 2000
- (en) A Touch of Royalty : Gay Author James Barr, San Francisco, Peremptory Publications, 2002 (lire en ligne [PDF])
- (en) Three Sexes : Essays in Theoretical Genetics, San Francisco, Peremptory Publications, 2002 (lire en ligne [PDF])
- (en) Eight Mathematical Biographies, San Francisco, Peremptory Publications, 2002 (lire en ligne [PDF])
- (en) Reviews of Seven Gay Classics, Concord, Peremptory Publications, 2003 (lire en ligne [PDF])
- (en) In Memoriam : Five Gay Obituaries, Concord, Peremptory Publications, 2003 (lire en ligne [PDF])
- (en) Reviewing Boy-Love and NAMBLA, Concord, Peremptory Publications, 2003 (lire en ligne [PDF])
- (en) Four in Gay History, Concord, Peremptory Publications, 2003 (lire en ligne [PDF])
- (en) Fore- and Afterwords, Concord, Peremptory Publications, 2003 (lire en ligne [PDF])
- (en) Selected Gay Book Reviews, Concord, Peremptory Publications, 2003 (lire en ligne [PDF])
- (en) From My Life : Autobiography, Peremptory Publications, 2010
- (en) Negation of the Negation : Karl Marx and Differential Calculus, 2011
- (en) Reading Gay History : Selected Essays and Reviews, 2011

### En tant que traducteur
- (en) John Henry Mackay, The Hustler, Alyson Publications, 1985 (ISBN 0932870589)
- (en) John Henry Mackay, Fenny Skaller and Other Prose Writings from the Books of the Nameless Love, Amsterdam, Southernwood Press, 1988 (ISBN 9072450027)
  - (en) John Henry Mackay, Fenny Skaller and Other Prose Writings from the Books of the Nameless Love, Concord, Peremptory Publications, 2003 (lire en ligne [PDF])
- (en) John Henry Mackay, Autobiographical Writings, Xlibris Corporation, 2000 (ISBN 0738861502)
- (en) John Henry Mackay, Shorter Fiction, Xlibris Corporation, 2002 (ISBN 0738819239)
- (en) John Henry Mackay, Three Novels, Xlibris Corporation, 2002 (ISBN 1401035426)
- (en) John Henry Mackay, The Swimmer : The Story of a Passion, Xlibris Corporation, 2002 (ISBN 140101562X)
- (en) John Henry Mackay, Max Stirner : His Life and Works, BookSurge Publishing, 2005 (ISBN 1594579830)
- (en) John Henry Mackay, Sagitta's Books of the Nameless Love, Booksurge Llc, 2005 (ISBN 1419610856)